# Надыров, Хамид Талибович
Хами́д Тали́бович Нады́ров  (20 декабря 1917, с. Румон Худжандского уезда — 30 января 1988, г. Чкаловск) — советский таджикский партийный и государственный деятель.

## Биография
Родился в кишлаке Кизыл-Кишлак в семье дехканина (крестьянина). Окончил сельскую школу (1932), педагогические курсы в городе Ленинабаде (ныне Худжанд), затем -  подготовительное отделение Ленинабадского государственного педагогического института. В 1937 году поступил на физико-математический факультет того же института.
В декабре 1939 года призван в РККА и служил до 1946 года. С первого и до последнего дня участвовал в Великой Отечественной войне, в том числе в обороне Ленинграда.
После демобилизации с 1946 по 1950 год партийный работник в аппарате Ура-Тюбинского горкома, а затем Ленинабадского обкома партии.
С 1950 по 1953 год учился в Высшей партийной школе при ЦК КПСС в городе Москве.
С 1953 по 1956 год заведующий отделом промышленности и транспорта, зав. отделом пропаганды и агитации, зав. отделом партийных органов Ленинабадского обкома партии.
В 1957 году Надыров Хамид избран  партии. До ликвидации Ленинабадской области был вторым секретарем Ленинбадского обкома. В 1962 году работал председателем Ленинабадского облисполкома.
С ноября 1963 года был избран первым секретарем Чкаловского горкома КП Таджикистана. В 1974 году вышел на пенсию и занял должность заведующего отделом партийного архива Ленинабадского обкома КП Таджикистан, где проработал до конца своих дней.

Надыров Хамид Талибович скончался в 1989 году в возрасте 72 лет.

## Награды
Удостоен высоких правительственных наград, в том числе ордена Ленина, «Красной Звезды», двух орденов «Знак Почета», орденов «Отечественной войны» I и II степени, 8 медалей (в том числе «За оборону Ленинграда»), а также Почетными Грамотами Президиума Верховного Совета Таджикской ССР.
В 1998 году в городе Чкаловске была переименована улица К.Маркса в честь Хамида Надырова, где он жил до конца своей жизни.